# Witchcraft
"Witchcraft" é o segundo single da banda australiana Pendulum, retirado do seu terceiro álbum Immersion. Foi editado em formato digital no iTunes a 18 de Julho de 2010, e em CD no dia seguinte. 
Estreou-se na posição 62 do UK Singles Chart após grande número de downloads desde o lançamento do álbum. O vídeo para a música foi filmado no dia 2 de Junho de 2010 e acabado no dia 25 do mesmo mês, como confirmado pelo tweet de Rob Swire.
O single inclui variados remixes de Rob Swire bem como de variados DJ's e produtores, entre eles John B e Netsky e a sua capa tem traços comuns com a do álbum de estreia dos Pendulum, Hold Your Colour.
Um vídeo exclusivo de Witchcraft foi colocado na secção de membros de "The Other Side".
Um excerto da música foi usado no jogo WRC: FIA World Rally Championship.

## Diferentes formatos
Estes são os principais formatos e alinhamentos dos lançamentos em single de "Witchcraft", escritos e produzidos por Rob Swire e Gareth McGrillen.
| Formato Digital iTunes (editado a 18 Julho de 2010) 1. "Witchcraft" – 4:12 2. "Witchcraft" (remix de Rob Swire) – 5:44 3. "Witchcraft" (remix de Chuckie) – 6:14 4. "Witchcraft" (remix de John B) – 6:53 5. "Witchcraft" (remix de Netsky) – 4:56 6. "Witchcraft" (vídeo) – 3:52 | CD (editado a 19 Julho de 2010) 1. "Witchcraft" – 4:12 2. "Witchcraft" (remix de Rob Swire) – 5:44 3. "Witchcraft" (remix de Chuckie) – 6:14 4. "Witchcraft" (remix de John B) – 6:53 5. "Witchcraft" (remix de Netsky) – 4:56 Edição em Vinil (editado a 15 Novembro de 2010) A. "Witchcraft" (remix de Rob Swire) – 5:44 B. "Witchcraft" (remix de Netsky) – 4:56 |

## Recepção
"Witchcraft" estreou inicialmente na posição número 62 do UK Singles Chart a 30 de Maio de 2010, seguindo o lançamento do álbum Immersion, que também atingiu a posição número 1 nessa semana. No entanto, o single saiu do Top 100 na sua segunda semana nas tabelas. A 11 de Julho de 2010, o single começou a recuperar posições no UK Singles Chart atingindo o número 113. O single depois continuou a ganhar posições atingindo o número 67 a 18 de Julho. Após o lançamento da versão não digital o single subiu 38 posições atingindo a posição mais alta até à data, número 29, fazendo dele o terceiro mais bem sucedido single da banda junto com Granite e o quinto da banda a atingir o Top 40 no Reino Unido.
| Chart (2010)                   | Melhor posição |
| ------------------------------ | -------------- |
| Australian ARIA Singles Chart  | 65             |
| Reino Unido (UK Singles Chart) | 29             |

## Facebook
Para ajudar na promoção do single, Pendulum criaram a "Witchcraft Experiment", uma aplicação do Facebook que quando usada transporta o utilizador para uma cópia do seu perfil onde os seus amigos aparentemente escrevem excertos da letra da música no mural do utilizador enquanto a música toca. 
Pendulum também editaram um fundo de ambiente de trabalho animado bem como uma imagem para ser usada no Facebook

## Créditos
Pendulum:
| - Rob Swire – escritor, produtor, voz, sintetizador, remix - Gareth McGrillen – assistente de produção, baixo, voz - Peredur ap Gwynedd – guitarra - Kevin Joseph Sawka – bateria | Outras contribuições: - Netsky – remix - John B – remix - Chuckie – remix |